# Seven Seas Deluxe
Seven Seas Deluxe è un videogioco rompicapo sviluppato dalla azienda PopCap Games nel 2001.

## Modalità di gioco
Il gioco consisteva in una battaglia navale.

## Caratteristiche
Fu uno dei giochi più venduti da PopCap Games insieme a Bookworm, Alchemy e Mummy Maze.